# اوکیتا میتسو
اوکیتا میتسو (به ژاپنی: 沖田 みつ Okita Mitsu); ۲۶ مهٔ ۱۸۳۳ – ۲ نوامبر ۱۹۰۷) خواهر بزرگ سوجی اوکیتا، فرمانده واحد اول شینسنگومی اهل ژاپن بود.